# Zegel van Madagaskar
Het zegel van Madagaskar werd aangenomen in 1993. Het is een goudkleurige cirkel met in het midden een kaart van Madagaskar op een zilveren cirkel. Boven deze zilveren cirkel staan bladeren van de reizigersboom met daarboven de officiële naam van het land in het Plateaumalagasi. Onder de zilveren cirkel staat de kop van een rode os afgebeeld boven rijstvelden. Daaronder staat, tussen twee stengels rijst, het nationale motto: Tanindrazana, Fahafahana, Fandrosoana ("Moederland, Vrijheid, Vooruitgang").
Algerije · Angola · Benin · Botswana · Burkina Faso · Burundi · Centraal-Afrikaanse Republiek · Comoren · Congo-Brazzaville · Congo-Kinshasa · Djibouti · Egypte · Equatoriaal-Guinea · Eritrea · Ethiopië · Gabon · Gambia · Ghana · Guinee · Guinee-Bissau · Ivoorkust · Kaapverdië · Kameroen · Kenia · Lesotho · Liberia · Libië · Madagaskar · Malawi · Mali · Marokko · Mauritanië · Mauritius · Mozambique · Namibië · Niger · Nigeria · Oeganda · Rwanda · Sao Tomé en Principe · Senegal · Seychellen · Sierra Leone · Soedan · Somalië · Swaziland · Tanzania · Togo · Tsjaad · Tunesië · Westelijke Sahara · Zambia · Zimbabwe · Zuid-Afrika · Zuid-Soedan
Afhankelijke gebieden:
Brits Territorium in de Indische Oceaan · Canarische Eilanden · Ceuta · Melilla · Madeira · Mayotte · Réunion · Sint-Helena · Tristan da Cunha